# 沉湖基地开发总公司
沉湖基地开发总公司是中华人民共和国湖北省孝感市汉川市下辖的一个类似乡级单位。

## 行政区划
沉湖基地开发总公司下辖以下行政区单位：
沉湖基地虚拟村。